# Wembach
Wembach település Németországban, azon belül Baden-Württembergben. Lakosainak száma 336 fő (2023. december 31.).

## Népesség
A település népessége az elmúlt években az alábbi módon változott:
| Lakosok száma | 207  | 211  | 211  | 258  | 246  | 267  | 276  | 336  | 341  | 336  |
|               | 1961 | 1967 | 1974 | 1980 | 1987 | 1993 | 2000 | 2006 | 2013 | 2023 |